# Michael Waltrip

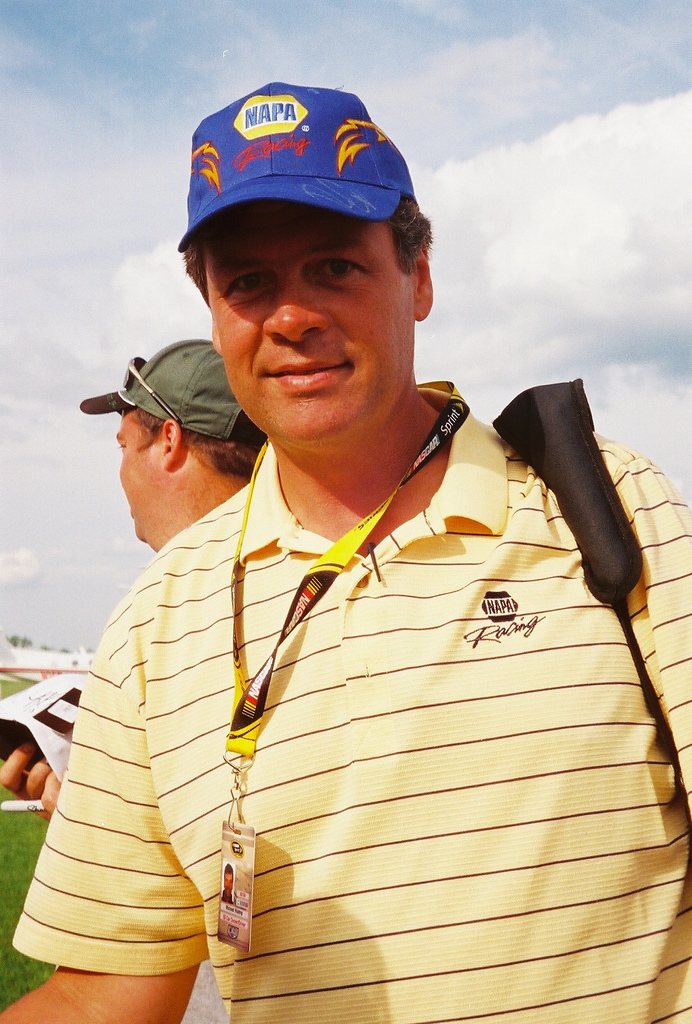
Michael Waltrip, fotografiado en 2008.

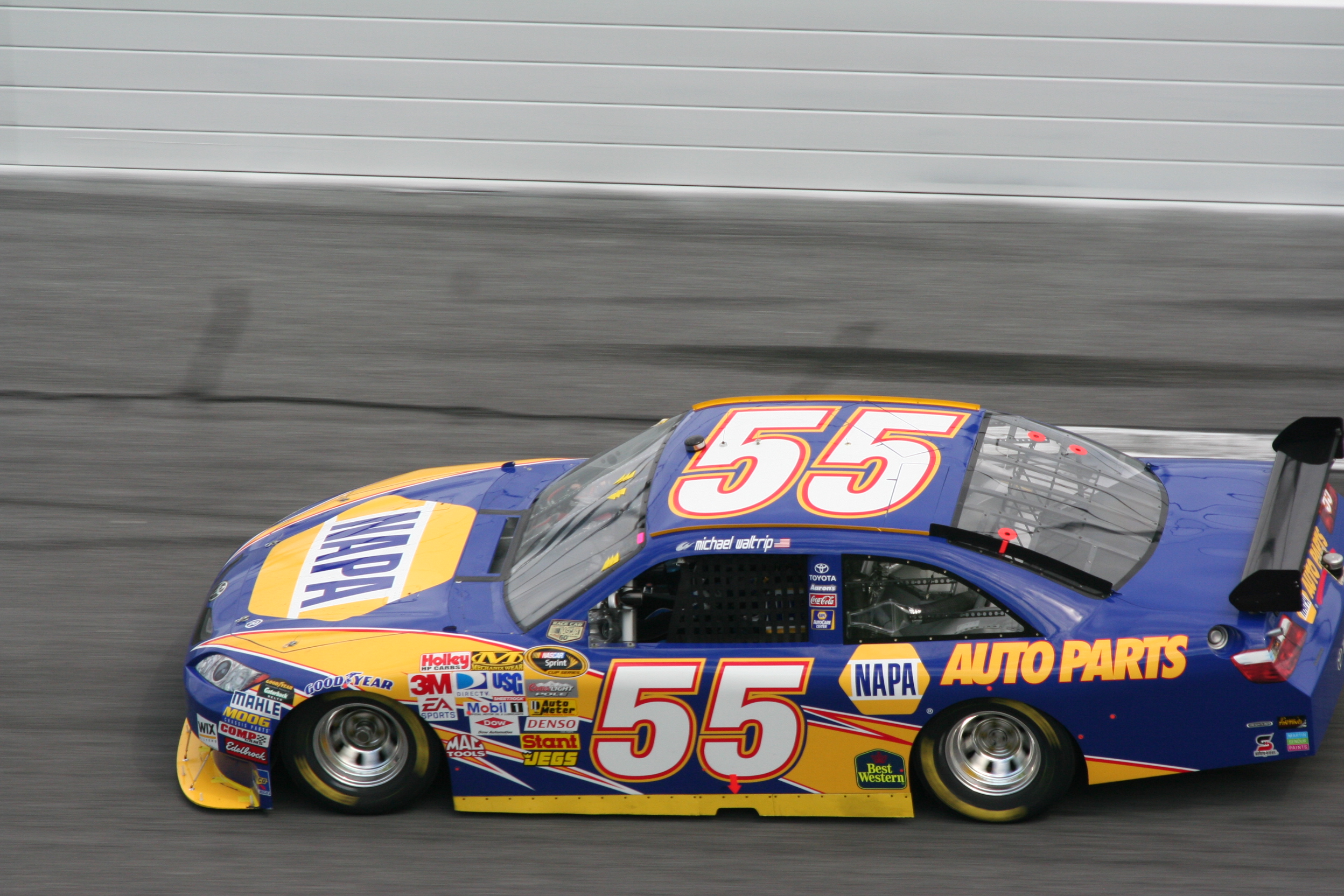
Toyota número 55 conducido por Michael Waltrip en las 500 Millas de Daytona de 2008.

Michael Curtis Waltrip (30 de abril de 1963, Owensboro Kentucky, Estados Unidos) es un piloto de automovilismo de velocidad retirado y copropietario del equipo Michael Waltrip Racing. Ha logrado 4 victorias en la Copa NASCAR, destacándose las 500 Millas de Daytona en 2001 y 2003.  También ha sido comentarista en las emisiones de NASCAR de la cadena de televisión Fox.
Michael es el hermano menor del tricampeón de la Copa NASCAR Darrell Waltrip.

## Carrera
Michael Waltrip inició su carrera en el automovilismo con 10 años de edad pilotando kartings. En 1981 corría ya en automóviles de turismo en su estado, Kentucky, ganando la Goody's Dash Series en 1983.
Waltrip debutó en la NASCAR Cup Series en 1985 corriendo las 600 Millas de Charlotte. Venció su primera prueba en NASCAR Busch Series, división de ascenso de NASCAR, en su cuarta carrera en 1988. Venció la Carrera de las Estrellas de la NASCAR de 1996.
En 1990 tuvo un serio accidente en Bristol en la serie busch, donde su auto resultó destruido después de un choque a alta velocidad. Su automóvil se salió de la trazada, justo en la parte de la entrada al estadio, protegida por un doble guardarraíl. Éste cedió, dejando que Michael se estrellase a alta velocidad y de forma frontal contra el inicio del muro. El coche se plegó totalmente por su parte derecha, quedando devastado en un instante, y volando las piezas de fibra por la zona, tras lo cual el devastado automóvil se detuvo en medio de la pista, irreconocible. 
Su hermano Darrell, tres veces campeón en NASCAR, corrió hacia el lugar del accidente. Finalmente Michael solo sufrió heridas leves a pesar de la gravedad del accidente, y volvió a correr sin secuela alguna. 
En 2001 fue contratado en el equipo Dale Earndhart Inc. para la conducción del nuevo auto #15. Su primera victoria en la Copa NASCAR ocurrió apenas en su 464ª prueba disputada en las 500 Millas de Daytona de 2001 (donde fallecería su jefe Dale Earnhardt después de un accidente en la última vuelta). Prueba en que conquistaría otra de sus cuatro victorias en 2003.